# Pararrhynchium paradoxum
Pararrhynchium paradoxum är en stekelart som först beskrevs av Gussakovsky 1933.  Pararrhynchium paradoxum ingår i släktet Pararrhynchium och familjen Eumenidae.

## Underarter
Arten delas in i följande underarter:
- P. p. koreanum
- P. p. laetum
- P. p. multifasciatum